# Eocencnemus vichrenkoi
Eocencnemus vichrenkoi  (лат.) — ископаемый вид мелких хальцидоидных наездников рода Eocencnemus из семейства Encyrtidae. Обнаружен в европейских ископаемых останках (Европа, Украина, ровненский янтарь, эоцен, 40 млн лет).

## Описание
Длина тела 1,5 мм. Мандибулы 3-зубчатые. Основная окраска тела чёрная с серовато-стальным блеском.
Вид Eocencnemus vichrenkoi был впервые описан в 2006 году украинским энтомологом Сергеем Анатольевичем Симутником (Институт зоологии им. И. И. Шмальгаузена НАН Украины, Киев, Украина) и назван в честь учителя биологии Анатолия Сигнеевича Вихренко. От близкого ископаемого вида Eocencnemus sugonjaevi Simutnik 2002 отличается отсутствием парапсидальных бороздок (нотаули) и более короткими постмаргинальными жилками.
Eocencnemus vichrenkoi это второй вид рода и 4-й ископаемый представитель семейства энциртиды после Encyrtus clavicornis Statz 1938 (средний олигоцен, 23—34 млн лет, Германия), Eocencyrtus zerovae Simutnik 2001, Eocencnemus sugonjaevi Simutnik 2002, Eocencnemus vichrenkoi Simutnik 2006 (эоцен, 33—37 млн лет, ровненский янтарь), Eocencnemus gedanicus Simutnik 2014 (балтийский янтарь).